# Anton Teichlein

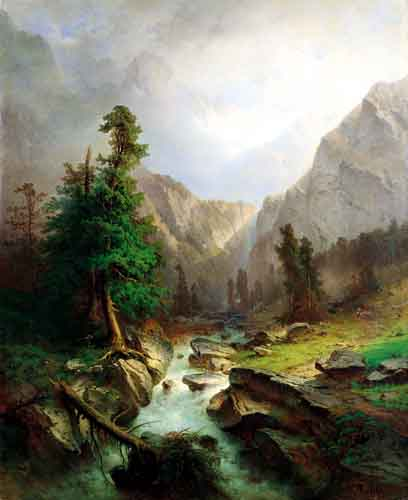

Anton Teichlein, né le 28 janvier 1820 à Munich et mort le 8 décembre 1879 à Schleißheim, est un peintre allemand.

## Biographie
Teichlein étudie à l'académie des beaux-arts de Munich, notamment à l'atelier de Kaulbach. Il fait ensuite un long séjour d'études en Italie et en France. Teichlein s'oppose à l'académisme de son époque, et s'inspire des paysagistes flamands avec leurs tonalités sombres. Il est nommé en 1871 conservateur de la Galerie de peintures du château de Schleissheim. Il est ami du peintre Marées.
Il laisse surtout une œuvre de paysagiste.